# Vale de Água
Vale de Água is een plaats (freguesia) in de Portugese gemeente Santiago do Cacém en telt 756 inwoners (2001).